# Jordan Chiles
Jordan Lucella Elizabeth Chiles (Tualatin, 15 april 2001) is een Amerikaanse gymnaste. Op de Olympische Spelen in Parijs won ze goud met het team. 

## Carrière
In 2019 verhuisde Chiles naar Texas om daar te kunnen trainen in dezelfde club als Simone Biles. In de jaren 2019 en 2020 haalde ze mooie resultaten op Amerikaanse competities, waardoor ze zich plaatste voor het Amerikaanse team op de Olympische Spelen, samen met Simone Biles, Sunisa Lee en Grace McCallum.
Op de kwalificatieronde van de Olympische Spelen in 2021 in Tokio maakte ze meerdere fouten, waardoor ze individueel naar geen enkele finale doorging. Met het Amerikaanse team kwalificeerde ze zich wel voor de teamfinale. Tijdens de teamfinale echter trok Biles zich terug uit de competities. Chiles zou oorspronkelijk enkel turnen op sprong en vloer, maar moest dus op het laatste moment, zonder opwarming, invallen voor Biles en dus ook op brug en balk turnen. Dat ging best goed, tot aan haar allerlaatste pas op vloer, die ze volledig miste. Het Amerikaanse team haalde zilver na Rusland, dat voor de eerste keer sinds 1992 goud haalde in de teamfinale.
In 2022 deed Chiles voor het eerst mee met de wereldkampioenschappen. Ze deed het goed in de kwalificaties en ging door naar de finales van sprong en vloer. Ook het Amerikaanse team als geheel ging door naar teamfinale, waar ze goud haalden. Zowel op sprong en vloer eindigde Chiles tweede.
In 2024 werd Chiles geselecteerd om haar land te vertegenwoordigen op de Olympische Spelen in Parijs, samen met Simone Biles, Sunisa Lee en Hezly Rivera. Tijdens de kwalificatie deed ze het goed op alle toestellen, maar ze kon zich niet kwalificeren voor de meerkamp- en sprongfinale omdat er slechts twee gymnasten per land door mogen. Ze ging wel door naar de vloerfinale. In de teamfinale haalde ze de gouden medaille.
In de vloerfinale werd ze uiteindelijk vijfde, na een kleine controverse. Chiles was als laatste gymnaste aan de beurt, en zij kreeg aanvankelijk een score van 13,666. Daarmee werd ze vijfde, met Ana Bǎrbosu en Sabrina Voinea op de derde en vierde plek, met allebei een score van 13,7. Barbosu stond klaar om haar podiumplek te vieren maar Chiles' coach vroeg een herziening van de score aan. Dit is een normale procedure, en Chiles' score werd ook effectief aangepast met 0,1. Daarmee had ze 13,766 en sprong ze over de twee Roemeense turnsters en won ze brons. Tijdens de medaille-uitreiking stond Chiles dus op het podium, samen met Simone Biles en Rebeca Andrade. Chiles kreeg veel kritiek hiervoor, alsof ze de medaille niet verdiend had en had afgepakt van Bǎrbosu. Volgens de coach van Bǎrbosu had Chiles echter haar aanvraag te laat ingediend, en een paar dagen later kreeg Bǎrbosu gelijk. Chiles' score werd dus opnieuw op 13,666 gezet, en moest de medaille indienen om aan Bǎrbosu te geven. Zowel de juryleden als de IOC kregen kritiek over hoe ze deze situatie aangepakt hebben.

## Resultaten
| Jaar | Plaats                        | Resultaten            |
| ---- | ----------------------------- | --------------------- |
| 2021 | Olympische Spelen Tokio       | team                  |
| 2022 | Wereldkampioenschap Liverpool | team · sprong · vloer |
| 2024 | Olympische Spelen Parijs      | team · 5e vloer       |

## Trivia
- In 2023 maakte Chiles een gastrol als zichzelf in de Disney Channel-serie Bunk'd.

1928: Agsteribbe, Burgerhof, De Levie, Nordheim, Polak, Simons, Stelma, Van den Berg, Van den Bos, Van der Vegt, Van Randwijk, Van Rumt ·
1936: Bärwirth, Bürger, Frölian, Iby, Meyer, Pöhlsen, Schmitt, Sohnemann ·
1948: Honsová, Kovářová, Misáková, Müllerová, Růžičková, Šilhánová, Srncová, Veřmiřovská ·
1952: Gorochovskaja, Botsjarova, Minaitsjeva, Oerbanovitsj, Danilova, Sjamrai, Dzjoegeli, Kalintsjoek ·
1956: Manina, Latynina, Moeratova, Kalinina, Astachova, Jegorova ·
1960: Moeratova, Latynina, Astachova, Ljoechina, Ivanova, Nikolajeva ·
1964: Latynina, Astachova, Voltsjetskaja, Zamotajlova, Manina, Gromova ·
1968: Koetsjinskaja, Voronina, Petrik, Karasjova, Toerisjtsjeva, Boerda ·
1972: Toerisjtsjeva, Korboet, Lazakovitsj, Boerda, Saadi, Kosjel ·
1976: Filatova, Grozdova, Kim, Korboet, Saadi, Toerisjtsjeva ·
1980: Davydova, Filatova, Kim, Naimoesjina, Sjaposjnikova, Zacharova ·
1984: Szabo, Cutina, Păucă, Grigoraș, Stănuleț, Agache ·
1988: Baitova, Sjevtsjenko, Strazjeva, Lasjtsjenova, Boginskaja, Sjoesjoenova ·
1992: Boginskaja, Lysenko, Galijeva, Goetsoe, Groedneva, Tsjoesovitina ·
1996: Miller, Dawes, Strug, Moceanu, Phelps, Chow, Borden ·
2000: Răducan, Amânar, Olaru, Boboc, Isărescu, Presăcan ·
2004: Ban, Eremia, Ponor, Roșu, Șofronie, Stroescu ·
2008: Yang, Cheng, Jiang, Deng, He, Li ·
2012: Douglas, Maroney, Raisman, Ross, Wieber ·
2016: Biles, Douglas, Hernandez, Kocian, Raisman ·
2020: Achajmova, Listoenova, Melnikova, Oerazova ·
2024: Biles, Carey, Chiles, Lee, Rivera